# 圣巴西略小堂

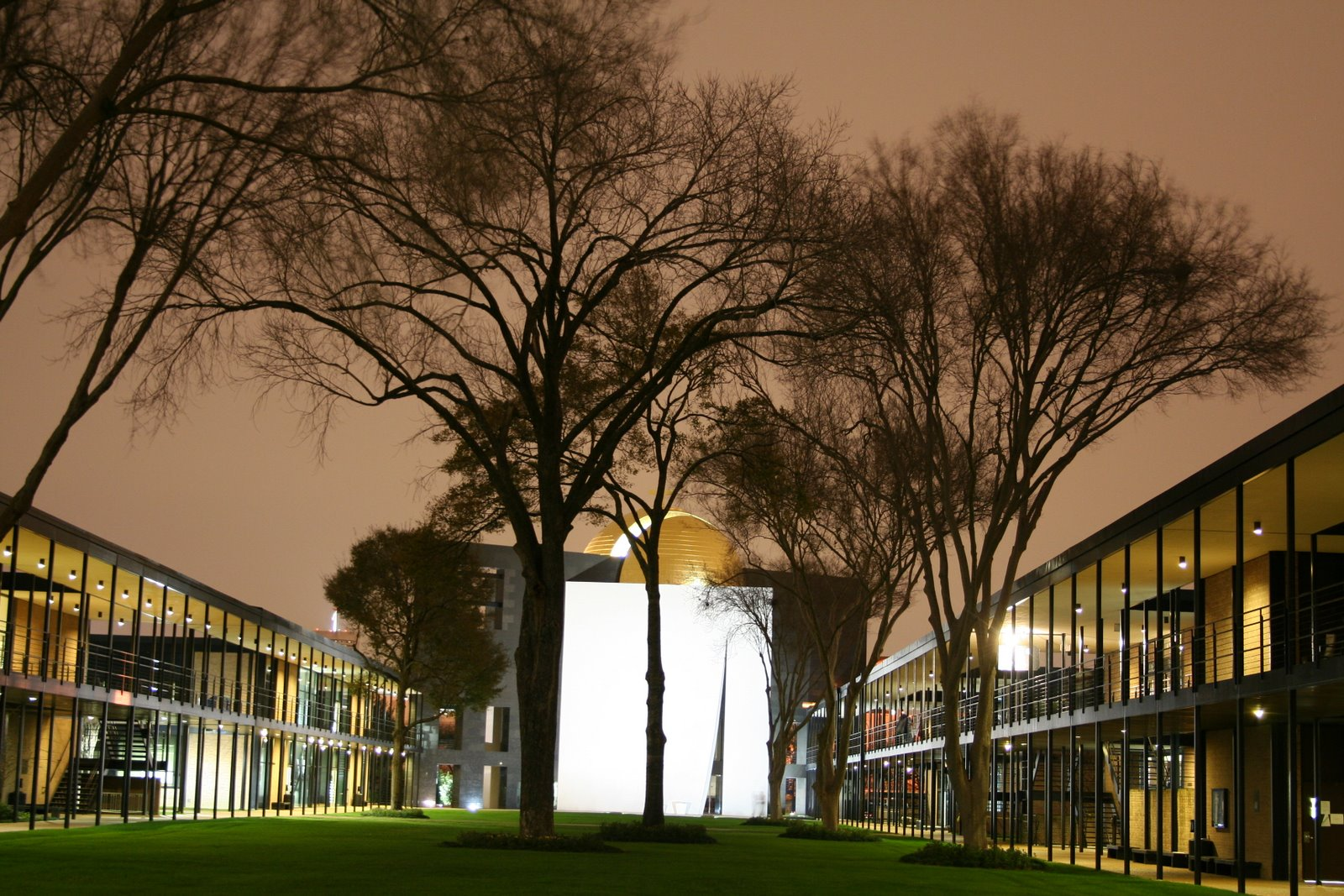
圣巴西略小堂

圣巴西略小堂（Chapel of St. Basil）是美国休斯敦天主教圣多默大学（University of St. Thomas）校园内的一个小堂，位于该大学的学术广场（Academic Mall）北端，由菲利普·约翰逊 设计于1997年。供奉該撒利亞的巴西流。

## 位置
圣巴西略小堂与广场对面的多尔蒂图书馆分别代表信仰与理性的对话。

## 建筑
圣巴西略小堂包括三种基本的几何形体：立方体，球体和平面。 

## 内部

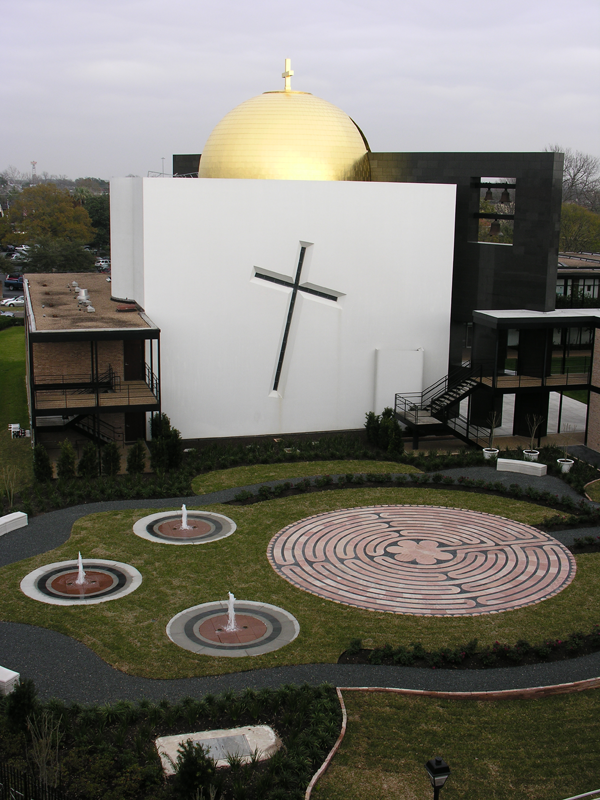
圣巴西略小堂毗邻的祈祷花园